# Зовнішня політика Гернсі
Бейлівік Гернсі є володінням британської корони на Ла-Манші біля берегів Нормандії. Як бейлівік, Гернсі охоплює не лише всі десять округів на острові Гернсі, а й острови Олдерні та Сарк — кожен із власним парламентом, а також менші острови — Герм, Джету та Ліху. Хоча оборона цього бейлівіку є обов'язком Великої Британії, Гернсі не є частиною Сполученого Королівства, а, як зазначено у його описі, є коронним володінням. Тому, незважаючи на те, що Гернсі знаходиться в Спільній зоні пересування, він не є частиною Європейського Союзу.
Зовнішніми зв'язками Гернсі займається Комітет з питань політики та ресурсів.

## Консульства
Декілька європейських держав мають своїх почесних консулів та неофіційні консульства на території острова. Почесне Консульство Франції розташоване в Отвіль-Хаузі, колишній резиденції письменника Віктора Гюго.

## Дебати щодо незалежності
В той час як Гернсі має повну автономію у внутрішніх справах та деяких міжнародних зв'язках, повна незалежність від британської корони часто стає темою для дискусій, де висувають різні ідеї від надання Гернсі незалежності у ролі Королівства Співдружності до об'єднання бейлівіків Гернсі та Джерсі та утворення незалежної федеративної держави в рамках Співдружності, де обидві сторони зберігали б свою незалежність у внутрішніх справах, але на міжнародному рівні острови виступали б однією державою.

## Відносини з коронними володіннями

### Джерсі
Угода про подвійне оподаткування Гернсі-Джерсі була вперше підписана в 1956 році.
У 1998 році електроенергетичні компанії Гернсі та Джерсі утворили Електричну мережу Нормандських островів для керування та управління підводними кабелями між Європою та Нормандськими островами.
Гернсі, як і Джерсі є частиною Британсько-Ірландської Ради від часу її створення у 1999 році. Зустрічі проводять двічі на рік — у 2004, 2010 та 2014 роках вони проходили саме у Гернсі. Метою Ради є «сприяння гармонійному та взаємовигідному розвитку відносин між народами цих островів».
У вересні 2010 року спільними зусиллями двох бейлівіків було створено Брюссельський офіс Нормандських островів, метою якого є розвиток впливу Нормандських островів на Євросоюз, надання консультацій урядам Нормандських островів у європейських справах та сприяння економічним зв'язкам з ЄС.
24 січня 2013 року Джерсі підписав договори подвійного оподаткування з Гернсі (оновлюючи вже існуючу угоду), а також з островом Мен. Вперше за всіма трьома коронними володіннями були встановлені такі взаємні угоди, які також містили положення про обмін податкової інформації.
У 2015 році знову виникло питання щодо риболовного промислу у межах дванадцяти миль від острова Гернсі.

### Острів Мен
Острів Мен, як і Гернсі входить до Британсько-Ірландської Ради.

### Тристороння залежність від британської корони
Три коронні володіння, будучи незалежними, мають порівняно однакову позицію щодо Сполученого Королівства та міжнародних органів, таких як Європейський Союз та ОЕСР. Як наслідок, коронні володіння співпрацюють у галузях, які стосуються спільних інтересів. Наприклад, у 2000 році три володіння співпрацювали над розробкою спільної політики щодо офшорних банківських послуг. У 2003 році вони розробили спільний підхід до певної діяльності Європейського Союзу щодо податкової інформації. Глави урядів коронних володінь, в тому числі островів Мен, Гернсі, Олдерні, Сарк та Джерсі щорічно зустрічаються на саміті між островами, щоб обговорити питання, які стосуються спільних інтересів, таких як фінансове регулювання та відносини з Великою Британією.

## Відносини зі Сполученим Королівством
Відносини між британською короною та Гернсі були викладені в численних статутах протягом багатьох століть.
Гернсі не представлений у жодному парламенті Сполученого Королівства. Велика Британія не може приймати рішення від імені Гернсі без отримання попередньої згоди на це.
У 1952 році було підписано угоду про подвійне оподаткування між Гернсі та Сполученим Королівством.
Гернсі, як вже згадувалося раніше, є частиною Британсько-Ірландської Ради від часу її створення у 1999 році, як і Англія та Уельс.
Заступник Головного міністра Гернсі взяв участь у конференції лібералів-демократів у 2012 році та повідомив, що «Гернсі та Нормандські острови є хорошими сусідами Великої Британії». Головний міністр Гернсі, у супроводі міністра торгівлі та зайнятості, брав участь у конференції Консервативної партії Великої Британії у 2012 році.
Також існують досить тісні зв'язки між островом та британською поліцією і прикордонною службою.

## Відносини з Європою
Гернсі уклав угоду про подвійне оподаткування з більшістю країн Європи.

### Європейський Союз
Гернсі не є ні окремою державою-членом, ні асоційованим членом Європейського Союзу. Протокол № 3 Договору про приєднання Сполученого Королівства постановив, що Нормандські острови та острів Мен знаходяться у загальній митній території Спільноти та Спільному зовнішньому тарифі Європейської економічної спільноти. Влада в Гернсі повинні ставитися до фізичних та юридичних осіб Європейського Союзу однаково.
Люди, народжені на Нормандських островах, є британськими громадянами і, отже, європейськими громадянами, вони не мають права скористатися свободою пересування або послугами, якщо вони не пов'язані безпосередньо (через народження, походження батьків або бабусь чи дідусів, або п'яти років безперервного проживання у Великій Британії).
У 2010 році Гернсі, співпрацюючи із Джерсі, створив Брюссельський офіс Нормандських островів, метою якого є розвиток впливу Нормандських островів на Євросоюз.
Рішення 2016 року щодо голосування населення Сполученого Королівства за Brexit вплине на відносини бейлівіку з Європейським Союзом тоді, коли закінчиться термін дії статті 50 Договору про Європейський Союз через два роки.

### Франція
Суперечки щодо риболовного промислу були регулярними протягом багатьох років, поки у 2011 році між країнами не була укладена мирна угода.
У 2013 році було підписано довгострокові угоди з Électricité de France (EdF) для постачання електроенергії з низьким вмістом вуглецю на Електричну мережу Нормандських островів.
22 січня 2015 року Гернсі та Джерсі підписали угоду про співробітництво з Ла-Маншем та Нижньою Нормандією. Метою угоди є розвиток інституційних партнерських відносин та посилення обмінів у сферах економічного розвитку, туризму, освіти та культури між Нижньою Нормандією, Ла-Маншем, урядами Джерсі та Гернсі.

### Республіка Ірландія
Заступник головного міністра Гернсі та помічник головного міністра Джерсі відвідали Дублін у вересні 2012 року як перший крок у більш координованому підході до міжнародних відносин. Мета візиту полягала в тому, щоб зустрітися з Міністром закордонних справ у європейських справах для спільних дискусій напередодні президентства Ірландії у Європейському Союзі у 2013 році.

## Відносини зі Співдружністю

### Співдружність Націй
Гернсі закликав до більш інтегрованих відносин із Співдружністю націй, включаючи більш безпосереднє представництво та активізацію участі в організаціях та зустрічах Співдружності, а також зустрічі глав урядів Співдружності, проте без права голосу на засіданнях міністрів чи глав урядів.

### Парламентська асоціація Співдружності
Олдерні і Гернсі є членами Парламентської асоціації Співдружності.

### Ігри Співдружності
Бейлівік Гернсі, до складу якого входять Олдерні, Сарк, Герм та інші менші острови, є членом Федерації Ігор Співдружності та бере участь у кожній ігровій події з моменту відкриття в 1970 році.